# Dədəgünəş
Dədəgünəş är en ort i Azerbajdzjan.   Den ligger i distriktet Şamaxı, i den centrala delen av landet, 120 km väster om huvudstaden Baku. Dədəgünəş ligger 1 062 meter över havet och antalet invånare är 194.
Terrängen runt Dədəgünəş är kuperad. Närmaste större samhälle är Shamakhi, 10,6 km sydost om Dədəgünəş. 